# هوجقان
هوجقان هي قرية في مقاطعة مرند، إيران. عدد سكان هذه القرية هو 1,913 في سنة 2006.